# 查尔斯·埃文斯·休斯
查尔斯·埃文斯·休斯（Charles Evans Hughes，1862年4月11日—1948年8月27日），美国政治家，曾任纽约州州长、美国国务卿和美国首席大法官。他在20世紀初是信奉傳統古典自由主義和進步主義的代表。

## 簡介
休斯是一个神童。他六岁时就觉得公共学校无聊、限制他的才能，因此他向他的父母提出了一个家庭教育的计划。他的父母批准了这个计划。他12岁时他的家庭搬到纽约州纽约市，他的父母让他进入公共学校。他13岁时从高中毕业，成绩是班里第二名。他的父亲是从威尔士移居美国的衛理宗神职人员，但是到美国后他改为浸信宗。休斯随他父亲信奉浸信宗。
他在麦迪逊学院（今天的柯盖德大学）待了两年，然后转到布朗大学。1881年他19岁时大学毕业，是他班级中最年轻的，获得了第三高的奖赏。此后他在纽约州德里的德拉维尔学院里教授希腊语、拉丁语和代数来赚钱准备进入法学学院。1882年他进入哥伦比亚大学法学院，1884年他以最高奖赏毕业。
1885年他与他后来的夫人相识，他的夫人是他工作的律师办事处的高级合伙人的女儿。1888年两人结婚。他们有一个儿子和两个女儿。
1891年他离开了他工作的律师办事处，成为康奈尔大学的教授，但是1893年他又回到了原来的办事处。
1905年他被指命为纽约州议院能源价格调查委员会的顾问。他揭露的腐败现象导致了纽约市天然气价格下跌。此后他被指命调查纽约保险业。
1906年他在纽约州州长选举中击败民主黨的威廉·赫斯特，从1907年至1910年他任纽约州州长。1908年威廉·霍华德·塔夫脱聘请他任美国副总统，但是他拒绝了。
此后他被任命为美国最高法院大法官。他从1910年10月开始任职。1916年6月16日他辞去最高法院的职务，作为共和党竞争美国总统的候选人。他以些微差距败给了民主黨的伍德罗·威尔逊，此后他回到他的老公司又开始当律师。
1920年休斯赞成签署建立國際聯盟的条约。
从1921年至1925年他在沃伦·盖玛利尔·哈定和卡尔文·柯立芝兩位共和黨總統任內擔任美国国务卿。
1921年他组织了华盛顿会议来调谐列强的海军力量。此后他又回到了他过去的公司，他是当时美国最热门的律师之一。
从1925年至1930年他50多次在最高法院出庭。从1926年至1930年他还是国际常设仲裁院的成员，从1928年至1930年他还兼任设在荷兰海牙的常设国际法院的法官。
1930年共和黨的赫伯特·胡佛任命休斯为美国首席大法官，休斯出任此职至1941年退休。
作为首席大法官，他極力反对富兰克林·德拉诺·罗斯福的新政，並试图反對扩大总统对最高法院的影响的法案。在最高法院中休斯一般被看作是温和保守派的。在他的判决中他捍卫了新闻自由的权利，同时也同意罗斯福新政是合法的。
1948年8月27日休斯在马萨诸塞州奥斯特维尔逝世。